# 李鳳 (嘉靖癸丑進士)
李鳳（？—？），字鳴岡，廣東廣州府番禺縣民籍，江西大庾縣人，明朝政治人物。

## 生平
嘉靖二十五年（1546年）丙午科廣東鄉試第四十八名舉人。嘉靖三十二年（1553年）中式癸丑科會試第三百十二名，三甲第一百二十二名進士。授蕭山知縣，锄豪强，禁溺女，均赋役。調繁餘姚縣，有抵御倭寇之功，擢升大理寺評事，遷登州府知府，歷升廣西布政使，以老罷歸。

## 家族
曾祖李源；祖父李棠；父李賢，壽官。母羅氏。永感下。兄李鸞（户部主事）、李鹗。侄子李良柱，亦登万厯甲戌进士，为广西参议。